# حوزه انتخابیه ششم ویسکانسین
حوزه انتخابیه ششم ویسکانسین یک حوزه انتخابیه مجلس نمایندگان آمریکا است که در ایالت ویسکانسین قرار دارد.